# Мельничук Оксана
Маріне Галінадзе, у шлюбі Панчук, відома як Оксана Мельничук (1909—1986) — українська поетеса та перекладачка.

## З біографії
Народилася 16 липня 1909 року на Кавказі. У 5 років потрапила до Харкова, здобула журналістський фах. Як дружина репресованого завідувача кафедри української мови і літератури Харківського університету А. Панчука перебувала в Магадані (1947—1957), потім переїхала до Румунії. Працювала в українській газеті «Новий вік». Друкувалася у збірнику «Обрії». Померла 11 грудня 1986 р. в Бухаресті (Румунія). Похована в Чернівцях.

## Творчість
Авторка збірок «Цвіте земля скарбами» (1960), «Славлю життя» (1962), «На перехрестях літ» (1973), «Осіннє різноцвіття» (1974), «Вічність» (1981), «Октави серця» (1985); віршів для дітей «Світанкові зорі» (1976).
Низку поезій присвятила єдиній доньці та внукам.
Попри деякі недоліки форми (неточні рими, слововживання) творчість Мельничук читабельна, відіграла свою роль в українському літературному процесі Румунії. М. перекладала румунських поетів (В. Александрі, М. Емінеску, Т. Аргезі, М. Бенюка, А. Бануш та ін.) 
- Мельничук Оксана. «За мир віддам найкращі поривання», «Елегійне», «Ода жінці» // Обрії /Упоряд. М. Михайлюк. — Бухарест: Критеріон, 1985. — С. 5-7.

## Інтернет-ресурси
- Парламентська бібліотека України. Календар знаменних та пам'ятних дат